# Павлака
Павлака (енгл. cream) је млечни производ који се састоји од млечне масти скинуте са површинског слоја млека пре хомогенизације. Код нехомогенизованог млека, млечна масноћа је мање густа па ће временом доћи на врх. Павлака се убира с врха површине млека. У индустријској производњи павлаке, овај процес се убрзава помоћу центрифуга, које се зову сепаратори. У многим земљама, павлака се продаје у више класа зависно од укупног удела млечне масти.
Павлака свеже обрана са млека може се звати 'слатка павлака' да би се разликовала од павлаке обране са сурутке, нуспроизвода прављења сира. Павлака из сурутке има нижи садржај масти и сланија је, киселија и сираста. У многим земљама, павлака се обично продаје у ферментисаном облику: кисело млеко, итд. Павлака има мноштво кулинарских примена у слатким и сланим јелима.

## Типови
Различите врсте кремова разликују се по садржају масти, било да су термички обрађене, умућене и тако даље. У многим јурисдикцијама постоје прописи за сваку врсту.

### Аустралија и Нови Зеланд
Кодекс стандарда за храну Аустралије и Новог Зеланда – Стандард 2.5.2 – дефинише крем као млечни производ сразмерно богат мастима, у облику емулзије обраног млека са мастима, који се може добити одвајањем од млека. Крем која се продаје без додатних спецификација мора да садржи најмање 350 g/kg (35%) млечне масти.
Ознаке произвођача могу се разликовати између различитих садржаје масти. Опште упутство је следеће:
| Назив                  | Садржај масти | Главне употребе |
| ---------------------- | ------------- | --- |
| Екстра лак (или 'лак') | 12–12.5%      | |
| Лак (или 'лак')        | 18–20%        | |
| Згуснут крем           | 35–36,5%      | Крем са додатком желатина и/или других згушњивача да би крем добио гушћу текстуру, такође понекад са стабилизаторима да би се побољшала конзистенција шлага. Такав крем се обично не користи за кување. |
| Крем                   | >= 35%        | Рецепти који захтевају крем обично се односе на чист крем са око 35% масти. Ово се користи за кување, као и за сипање и мућење. То је упоредиво са шлагом у неким другим земљама.                       |
| Двоструки крем         | 48–60%        | [ 7 ] |

### Канада
Дефиниције канадског крема су сличне онима које се користе у Сједињеним Државама, осим за „светли крем“, који је крем са веома ниским садржајем масти, обично са 5 или 6 процената путера. Специфичне карактеристике производа су генерално уједначене у целој Канади, али називи се разликују и у зависности од географског и језичког подручја и од произвођача: „крем за кафу“ може бити са 10 или 18 процената павлаке, а „пола-пола“ („цреме лежер“) може бити 3, 5, 6 или 10 процената, све у зависности од локације и бренда.
Прописи дозвољавају крему да садржи регулаторе киселости и стабилизаторе. За шлаг, дозвољени адитиви су обрано млеко у праху (≤ 0,25%), чврста супстанца глукозе (≤ 0,1%), калцијум сулфат (≤ 0,005%) и ксантанска гума (≤ 0,02%). Садржај млечне масти у конзервираној павлаци мора бити приказан у процентима након чега следи „млечна маст“, „Б.Ф“ или „М.Ф“.
| Име             | Минимум млечна маст | Додатна дефиниција | Главне употребе |
| --------------- | ------------------- | --- | --- |
| Производни крем | 40%                 | Свежи крем је такође 40–45%, али је закишељени култивисани производ, а не слатка павлака. | Комерцијална производња. |
| Шлаг            | 33–36%              | Такође као крем за кување или „густа” павлака 35% са додатком стабилизатора. Тешка павлака мора бити најмање 36%. У франкофонским областима: слатка павлака 35%; и за кување, 35%, старомодни крем 35%, или милерам 35%.                                                   | Умути се у кремасти и глатки прелив који се користи за пецива, свеже воће, десерте, врући какао, итд. Верзија за кување је формулисана тако да је отпорна на одвајање када се загреје (као у сосовима). |
| Стони крем      | 15–18%              | Такође као крем за кување или „густи” крем 15% са додатком стабилизатора. У франкофонским областима: стони крем 15% или крем за кафу 18%; а за кување, 15%, (сеоски крем) 15% или тешки крем 15%.                                                                          | Додаје се као богат избељивач кафи. Идеалан је за супе, сосове и велуте. Украшавање воћа и десерта. Верзија за кување је формулисана да се одупре разлагању приликом загревања.                         |
| Пола и пола     | 10%                 | Житарични крем. Производ са највише масноће у категорији лаганих кремова. У франкофонским областима: крем за кафу 10%, а понекад крем лежер 10%. Приближно једнако 50/50 мешавини стоног крема (16-18%) и пуномасног млека (3,25%), отуда и уобичајени назив на енглеском. | Прелива се преко врућих житарица као украс. Идеалан у умацима за поврће, рибу, месо, живину и тестенине. Такође у крем супама.                                                                          |
| Лаки крем       | 3–10%               | Лаки крем 6%. У франкофонским областима: 5%, ™ 5% или крем лежер 3% до 10%. Мешавина млека и крема. | Производ од 5% је сличан најбогатијем Гернзи или Џерзи млеку. Нискомасна алтернатива стоном крему у кафи.                                                                                               |

### Русија
Русија, као и друге земље , законски раздвајају крем у две класе: нормалну (10–34% масноће) и тешку (35–58%), али је индустрија прилично стандардизована око следећих типова:
| Енглески                  | руски                      | Транслитерација             | Млечна маст (теж. %) |
| ------------------------- | -------------------------- | --------------------------- | -------------------- |
| Нискомасни или питки крем | Нежирные (питьевые) сливки | Nezhirnÿe (pityevÿe) slivki | 10%                  |
| (Нормални) крем           | Сливки                     | Slivki                      | 15% or 20%           |
| Шлаг                      | Сливки для взбивания       | Slivki dlya vzbivaniya      | 33% or 35%           |
| Двоструки крем            | Двойные (жирные) сливки    | Dvoinÿe (Zhirnÿe) slivki    | 48%                  |

### Уједињено Краљевство
У Уједињеном Краљевству, врсте крема су законски дефинисане на следећи начин:
| Име                        | Минимум млечна маст | Додатна дефиниција                        | Главне употребе |
| -------------------------- | ------------------- | ----------------------------------------- | --- |
| Угрушани крем              | 55%                 | термички је обрађен                       | Угрушани крем је најгушћи доступни крем и традиционални део крем чаја и наноси се на колаче попут путера.                    |
| Екстра густ двоструки крем | 48%                 | термички је обрађен, а затим брзо охлађен | Екстра густ дупли крем је други најгушћи доступни крем. Наноси се на пите, пудинге и десерте због своје тешке конзистенције. |
| Двоструки крем             | 48%                 |                                           | Двострука павлака се лако умути и производи тешки шлаг за пудинге и десерте.                                                 |
| Шлаг                       | 35%                 |                                           | Шлаг се добро умути и даје лакши шлаг од дупле павлаке.                                                                      |
| Шлаг                       | 35%                 | умућени шлаг                              | Шлаг се користи за декорацију колача, прелив за сладолед и воће.                                                             |
| Стерилизовани крем         | 23%                 | стерилизован је                           | |
| Крем или појединачни крем  | 18%                 | не стерилише се                           | Појединачни крем се прелије преко пудинга, користи се у сосовима и додаје у кафу.                                            |
| Стерилизовани полу крем    | 12%                 | стерилизован је                           | |
| Полу крем                  |                     |                                           | Неуобичајен је. Користи се у неким коктелима.                                                                                |

### Сједињене Државе
У Сједињеним Државама, крем се обично продаје као:
| Назив                | Садржај масти | Главна употреба                                                                                              |
| -------------------- | ------------- | --- |
| Пола и пола          | >=10,5%, <18% | Пола и пола су једнаки делови млека и светлог крема, и додаје се кафи.                                       |
| Лаки крем            | >=18%, <30%   | Лаки крем се додаје кафи и топлим житарицама, а користи се и као састојак у сосовима и другим рецептима.     |
| Шлаг                 | >=30%, <36%   | Шлаг се користи у сосовима и супама, и као украс.                                                            |
| Тешки (умућени) крем | >=36%         | Тешки крем за шлаг даје шлаг са стабилним врховима.                                                          |
| Произвођачки крем    | >=40%         | Користи се у комерцијалној и професионалној производњи. Генерално донедавно није био доступан у малопродаји. |

Већина кремастих производа који се продају у Сједињеним Државама у малопродаји садрже минимални дозвољени садржај масти за њихов тип производа, на пример, „Пола и пола“ скоро увек садржи само 10,5% масноће.
Нису сви ступњеви дефинисани у свим јурисдикцијама, и тачни распони садржаја масти варирају. Горе наведени подаци, осим „произвођачког крема”, засновани су на Кодексу савезних прописа, наслов 21, део 131.

## Прерада и адитиви
Крем може имати додане средства за згушњавање и стабилизаторе. Средства за згушњавање укључују натријум алгинат, карагенан, желатин, натријум бикарбонат, тетранатријум пирофосфат и алгинску киселину.‍:296
Може се извршити и друга обрада. На пример, крем има тенденцију да производи масне глобуле када се додају кафи. Стабилност крема се може повећати повећањем садржаја немасних чврстих материја, што се може постићи делимичном деминерализацијом и додатком натријум казеината, иако је то скупо.‍:297

## Други производи звани „крем”
Неке нејестиве супстанце се називају кремовима због њихове конзистенције: крема за ципеле је текућа, за разлику од обичног воштаног лака за ципеле; „крема” за руке/тело или „крема за кожу” је намењена хидратацији коже.
Прописи у многим јурисдикцијама ограничавају употребу речи крем за храну. Речи као што су крем, крема, или шлаг (нпр. Кул Вип) се често користе за производе који се законски не могу назвати кремом, мада у неким јурисдикцијама чак и ови правописи могу бити недозвољени, на пример према доктрини idem sonans. Орео и Хидрокс колачи су врста сендвич колачића у којима два кекса имају меко, слатко пуњење између себе које се назива „крем пуњење“. У неким случајевима, храна се може описати као крема иако не садржи претежно млечне масти; на пример, у Британији „сладолед“ не мора да буде млечни производ (иако мора бити означен као „садржи немлечну маст“) и крем за салату је уобичајени назив за зачин који се производи од 1920-их.